# Raúl Sánchez
Raúl Sánchez (26 de outubro de 1933 - 28 de fevereiro de 2016) foi um ex-futebolista chileno. Ele competiu na Copa do Mundo FIFA de 1962, sediada no Chile.